# Clockwork Revolution
Clockwork Revolution — це майбутній рольовий бойовик в стімпанк-сетингу, що розробляється InXile Entertainment під видавництвом Xbox Game Studios для платформ Windows і Xbox Series X/S.

## Ігровий процес
Clockwork Revolution, це рольовий бойовик від першої особи з механікою подорожування в часі, де зміни, які гравець робить в минулому, трансформують ігровий світ майбутнього і призводять до часом неочікуваних результатів. За словами Xbox Wire, гравців чекають «динамічні бої, що змінюють час, глибоко взаємопов’язані рольові системи та можливість створити власного унікального персонажа з нуля».

## Синопсис
Дія розгортається в процвітаючому вікторіанському місті Авалоні. Цей прекрасний мегаполіс приховує одну жахливу таємницю. Правителька леді Айронвуд за допомогою пристрою для подорожей у часі змінила минуле міста. Вона змусила робітничий клас невтомно працювати на фабриках і в нетрях, завдяки чому жінка отримала величезні статки. Протагоніст дізнається план Айронвуд і вирішує перешкодити їй за допомогою пристрою під назвою «хронометр».  Хронометр дозволить гравцям подорожувати в минуле і робити вибір, який може змінити весь світ.  Зброя в Clockwork Revolution — це суміш технологій стімпанк і вогнепальної зброї кінця 19-го століття, зокрема револьверів, повторювачів важільної дії та модифікованих кулеметів Гатлінга.

## Розробка
Clockwork Revolution вперше було представлено на Xbox Games Showcase 2023, де студія-розробник InXile Entertainment представила перший геймплейний трейлер без вказаної запланованої дати випуску. «Ми все ще на ранніх стадіях розробки», — каже студія, називаючи випущений трейлер «прев’ю пре-альфи», не розкриваючи більш помітних деталей про свою гру. Після анонсу серед спільноти почалися гарячі дискусії щодо схожостей майбутньої гри InXile з BioShock Infinite від Irrational Games. Офіційні представники Microsoft спростували ці заяви та наполягли на тому, що будь-яка подібність між Clockwork Revolution і BioShock Infinite є «ненавмисною», а керівник InXile, Браян Фарго, вказав, що Clockwork Revolution є «глибокою RPG» із «повним створенням персонажа протагоніста з нуля», «розгалуженою системою діалогів», «приголомшливою» стімпанковою зброєю та «чорним гумором», на відміну від лінійного шутера BioShock Infinite.
30 січня 2024 року InXile Entertainment оголосила, що співпрацює з новоствореною студією відеоігор Shapeshifter Games для розробки Clockwork Revolution. Shapeshifter Games запропонує підтримку спільної розробки Clockwork Revolution.